# Episodi di Snowfall (sesta stagione)
La sesta e ultima stagione della serie televisiva Snowfall è stata trasmessa in prima visione sul canale statunitense FX il 22 febbraio al 19 aprile 2023.
In Italia è inedita.
| n° | Titolo originale   | Titolo italiano | Prima TV USA     | Prima TV Italia |
| -- | ------------------ | --------------- | ---------------- | --------------- |
| 1  | Fallout            |                 | 22 febbraio 2023 |                 |
| 2  | The Sit Down       |                 | 22 febbraio 2023 |                 |
| 3  | Door of No Return  |                 | 1º marzo 2023    |                 |
| 4  | Projects Boy       |                 | 8 marzo 2023     |                 |
| 5  | Ebony and Ivory    |                 | 15 marzo 2023    |                 |
| 6  | Concrete Jungle    |                 | 22 marzo 2023    |                 |
| 7  | Charnel House      |                 | 29 marzo 2023    |                 |
| 8  | Ballad of The Bear |                 | 5 aprile 2023    |                 |
| 9  | Sacrifice          |                 | 12 aprile 2023   |                 |
| 10 | The Struggle       |                 | 19 aprile 2023   |                 |